# Élection présidentielle arménienne de 2008
L'élection présidentielle arménienne s'est déroulée le 19 février 2008. C'est Serge Sarkissian qui remporte le scrutin dès le premier tour avec 52,82 % des voix.

## Résultats
Le premier tour de l'élection présidentielle a eu lieu le 19 février 2008. Un second tour était éventuellement prévu pour le 4 mars, mais Serge Sarkissian l'a emporté dès le premier tour.
| Candidat                                | Parti                              | Votes     | %       |
| --------------------------------------- | ---------------------------------- | --------- | ------- |
| Serge Sarkissian                        | Parti républicain d'Arménie        | 862 369   | 52,82 % |
| Levon Ter-Petrossian                    | sans étiquette                     | 351 222   | 21,50 % |
| Artur Baghdasarian                      | État de droit                      | 272 427   | 17,70 % |
| Vahan Hovhannisian                      | Dashnak                            | 100 966   | 6,20 %  |
| Vazgen Manoukian                        | Union nationale démocratique       | 21 075    | 1,30 %  |
| Tigran Karapetian                       | Parti du peuple                    | 9 792     | 0,60 %  |
| Artashes Geghamian                      | Parti de l'unité nationale         | 7 524     | 0,46 %  |
| Arman Melikian                          | sans étiquette                     | 4 399     | 0,27 %  |
| Aram Harutyunian                        | Parti de la conciliation nationale | 2 892     | 0,17 %  |
| Total                                   | Total                              | 1 632 666 | 100,00% |
| Source : Commission électorale centrale |                                    |           |         |

L'opposition a toutefois crié au scandale et à la fraude massive. Selon les observateurs envoyés par l'OSCE, cette élection aurait pourtant grandement satisfait aux standards internationaux. Les partisans de Levon Ter-Petrossian ont néanmoins organisé des manifestations, violemment dispersées le 1er mars et ayant amené le président à décréter l'état d'urgence.
Le 26 juillet 2018, peu après la révolution arménienne de 2018, Robert Kotcharian est accusé de « rupture de l'ordre constitutionnel », accusation pour laquelle il risque 15 ans de prison, pour des soupçons de fraudes électorales lors de l'élection présidentielle de 2008 en faveur de Serge Sarkissian. Il est arrêté le lendemain 27 juillet.